# Nicolas Podpovitny
Nicolas Podpovitny, né le 9 juin 1983, est un rameur d'aviron français.

## Palmarès

### Championnats du monde
- 2005 à Kaizu
  -  Médaille d'or en quatre avec barreur